# Minyekyawdin
Cette page contient des caractères spéciaux ou non latins. S’ils s’affichent mal (▯, ?, etc.), consultez la page d’aide Unicode.
Minyekyawdin (birman : မင်းရဲကျော်ထင်, míɴjɛ́tɕɔ̀tʰìɴ, ou Minyekyawhtin, avril 1651 – 4 mai 1698) fut le douzième roi de la dynastie Taungû de Birmanie (Union du Myanmar). Fils du roi Pindale, il fut désigné roi par les ministres après la mort soudaine de son frère aîné, le roi Narawara, en mars 1673. Il régna jusqu'en 1698. Le groupe de nobles qui l'avaient soutenu accrut son pouvoir et purgea les autres factions de la cour.
La puissance du royaume déclina sous Minyekyawdin. À sa mort en mai 1698, celui-ci avait perdu de nombreuses régions frontalières, par exemple la vallée de Kabaw au profit de Manipur.
Son fils Sanay lui succéda.